# Sainte-Soline
Pour l’article ayant un titre homophone, voir Sainte Soline.
Sainte-Soline est une commune française située dans le département des Deux-Sèvres en région Nouvelle-Aquitaine. C'est une commune rurale dont la majeure partie du territoire est consacrée à l'agriculture.
Les habitants de Sainte-Soline s'appellent les Solinois. La commune compte 350 habitants en 2020.

## Toponymie
La commune tire son nom de sainte Soline, sainte catholique originaire du Poitou,.

## Géographie

### Hydrologie
La Dive du Sud traverse la commune.

### Climat
Pour des articles plus généraux, voir Climat de la Nouvelle-Aquitaine et Climat des Deux-Sèvres.
Historiquement, la commune est exposée à un climat océanique du nord-ouest.  
En 2020, Météo-France publie une typologie des climats de la France métropolitaine dans laquelle la commune est exposée à un climat océanique altéré et est dans la région climatique  Poitou-Charentes, caractérisée par un bon ensoleillement, particulièrement en été et des vents modérés.
Pour la période 1971-2000, la température annuelle moyenne est de 11,8 °C, avec une amplitude thermique annuelle de 14,8 °C. Le cumul annuel moyen de précipitations est de 854 mm, avec 11,6 jours de précipitations en janvier et 6,9 jours en juillet. Pour la période 1991-2020, la température moyenne annuelle observée sur la station météorologique la plus proche, située sur la commune de Lezay à 4 km à vol d'oiseau, est de 12,6 °C et le cumul annuel moyen de précipitations est de 945,6 mm,. Pour l'avenir, les paramètres climatiques de la commune estimés pour 2050 selon différents scénarios d’émission de gaz à effet de serre sont consultables sur un site dédié publié par Météo-France en novembre 2022.

## Urbanisme

### Typologie
Au 1er janvier 2024, Sainte-Soline est catégorisée commune rurale à habitat très dispersé, selon la nouvelle grille communale de densité à sept niveaux définie par l'Insee en 2022.
Elle est située hors unité urbaine et hors attraction des villes,.

### Occupation des sols
L'occupation des sols de la commune, telle qu'elle ressort de la base de données européenne d’occupation biophysique des sols Corine Land Cover (CLC), est marquée par l'importance des territoires agricoles (94,2 % en 2018), une proportion sensiblement équivalente à celle de 1990 (94,6 %). La répartition détaillée en 2018 est la suivante : 
terres arables (73,6 %), zones agricoles hétérogènes (11 %), prairies (9,7 %), forêts (3 %), zones urbanisées (2,4 %), milieux à végétation arbustive et/ou herbacée (0,4 %). L'évolution de l’occupation des sols de la commune et de ses infrastructures peut être observée sur les différentes représentations cartographiques du territoire : la carte de Cassini (XVIIIe siècle), la carte d'état-major (1820-1866) et les cartes ou photos aériennes de l'IGN pour la période actuelle (1950 à aujourd'hui).

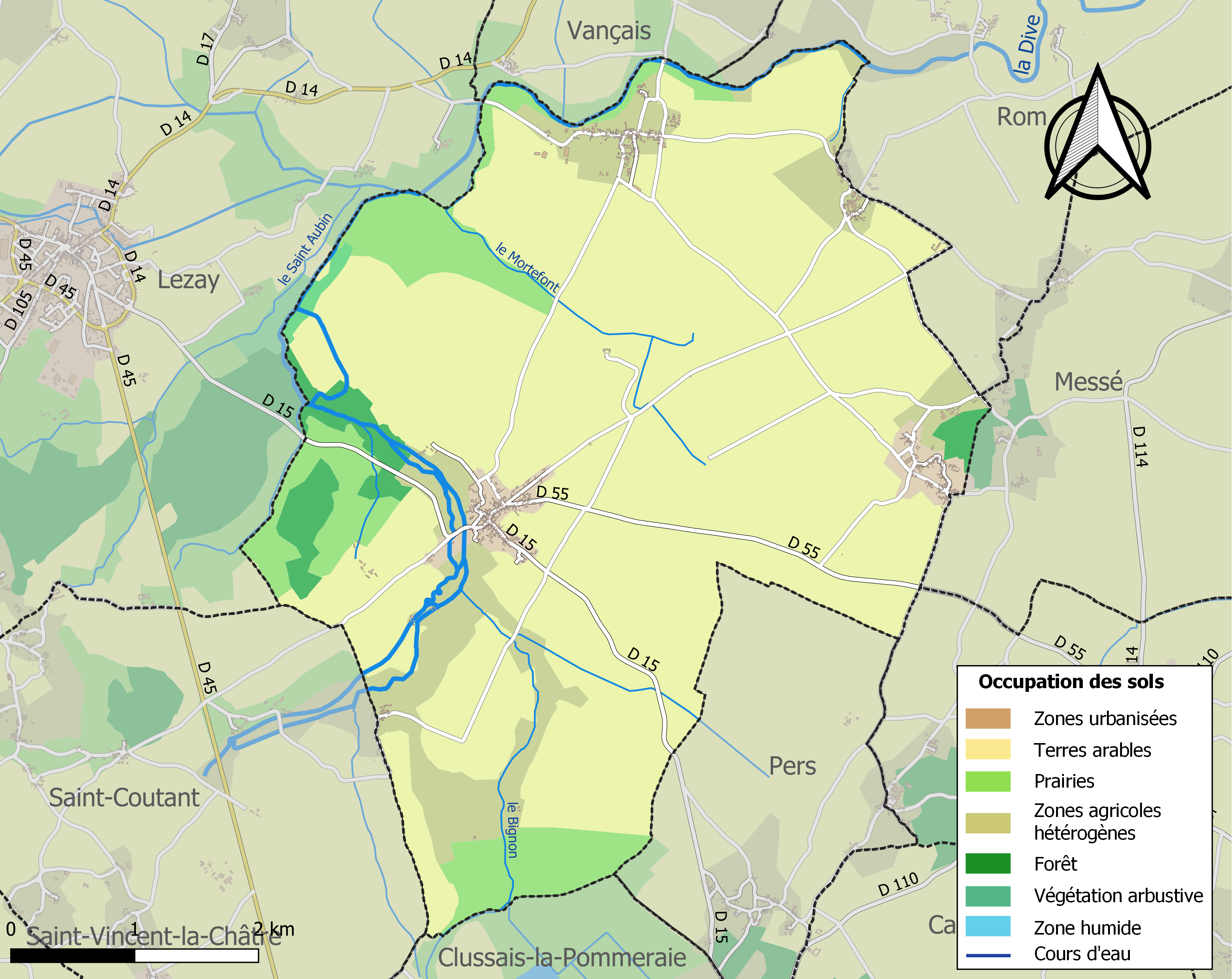
Carte des infrastructures et de l'occupation des sols de la commune en 2018 (CLC).

### Risques majeurs
Le territoire de la commune de Sainte-Soline est vulnérable à différents aléas naturels : météorologiques (tempête, orage, neige, grand froid, canicule ou sécheresse), inondations, mouvements de terrains et séisme (sismicité modérée). Un site publié par le BRGM permet d'évaluer simplement et rapidement les risques d'un bien localisé soit par son adresse soit par le numéro de sa parcelle.
Certaines parties du territoire communal sont susceptibles d’être affectées par le risque d’inondation par débordement de cours d'eau, notamment la Dive du Sud. La commune a été reconnue en état de catastrophe naturelle au titre des dommages causés par les inondations et coulées de boue survenues en 1982, 1999 et 2010,.

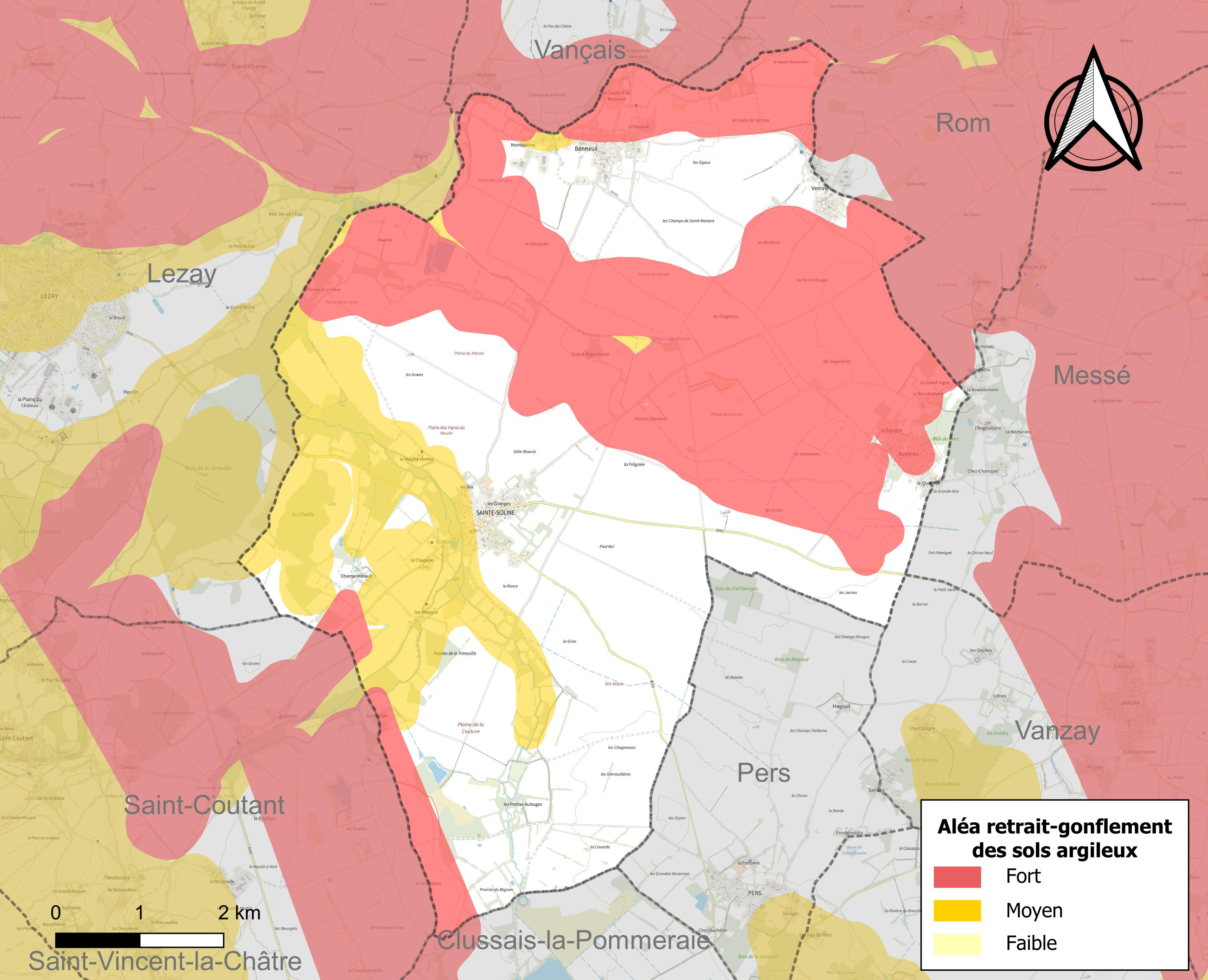
Carte des zones d'aléa retrait-gonflement des sols argileux de Sainte-Soline.

Les mouvements de terrains susceptibles de se produire sur la commune sont des tassements différentiels. Le retrait-gonflement des sols argileux est susceptible d'engendrer des dommages importants aux bâtiments en cas d’alternance de périodes de sécheresse et de pluie. 55,9 % de la superficie communale est en aléa moyen ou fort (54,9 % au niveau départemental et 48,5 % au niveau national). Depuis le 1er octobre 2020, en application de la loi ELAN, différentes contraintes s'imposent aux vendeurs, maîtres d'ouvrages ou constructeurs de biens situés dans une zone classée en aléa moyen ou fort,.
La commune a été reconnue en état de catastrophe naturelle au titre des dommages causés par la sécheresse en 2003 et par des mouvements de terrain en 1999 et 2010.

## Histoire
Cette commune située dans le sud-est des Deux-Sèvres est au cœur d'un pays huguenot qui caractérise le Bas-Poitou. De nombreux cimetières familiaux sont parsemés dans cette région.
En mars 2023, des manifestations se produisent sur cette commune contre l'installation de « méga-bassines » (grands bassins de rétention servant à irriguer les parcelles agricoles). Plus de détails sont expliqués dans le paragraphe « Projet de méga-bassines de rétention d'eau » ci-dessous.

## Économie

### Agriculture

#### Projet de méga-bassines de rétention d'eau
Pour faire face au déficit d'eau d'irrigation, un projet de « méga-bassines » est en construction sur le bassin de la Sèvre et du Mignon depuis septembre 2022. Il suscite l'opposition de quelque 150 organisations qui organisent des réunions et des mobilisations sur le site,. Par ailleurs, selon le collectif « Bassines Non Merci », le site pourrait receler des vestiges archéologiques, s'appuyant notamment sur des photos aériennes présentées par le député européen Verts/ALE Benoît Biteau.
La question de l'implantation de la méga-bassine divise les habitants et les agriculteurs de la commune.
Faisant partie des mouvements d'opposition aux méga-bassines en France, un rassemblement est organisé sur place les 28 et 29 octobre 2022. Il est cependant interdit par la préfecture des Deux-Sèvres, qui craint la formation d’une ZAD semblable à celle de Notre-Dame-des-Landes,. Le 28 octobre 2022, la manifestation a lieu et regroupe plusieurs milliers de personnes. La confédération paysanne, des organisations écologistes ainsi que plusieurs députés et personnalités politiques y participent, comme Philippe Poutou ou encore la maire de Poitiers Léonore Moncond'huy. Plusieurs participants sont blessés lors des altercations avec les forces de l'ordre. Les manifestants pénètrent à l'intérieur du chantier et symboliquement, une conduite d'eau considérée comme faisant partie du projet par les opposants aux bassines, et reliée à une exploitation agricole, est détruite.
Le ministre de l'Intérieur et des Outre-mer Gérald Darmanin annonce, dans la soirée du 29 octobre sur Twitter, que « 61 gendarmes ont été blessés dont 22 sérieusement ». Il y dénonce un « rassemblement très violent » et appelle les différentes formations politiques à « [condamner] ces violences ». La préfète des Deux-Sèvres, Emmanuelle Dubée, dénonce quant à elle des « jets de mortier, de boules de pétanque et de cocktail molotov », ajoutant que cette manifestation qui avait été interdite, a rassemblé entre 3 000 et 4 000 manifestants. Les forces de sécurité présentes étaient d'environ 1 700 militaires, soit environ la moitié du nombre de manifestants présents,.
Six mois plus tard, une nouvelle mobilisation a lieu. À l'appel du collectif Bassines Non Merci, du mouvement Les Soulèvements de la Terre et de la Confédération paysanne, Marine Tondelier, Benoît Biteau, Clémence Guetté, Philippe Poutou, Manon Meunier et d'autres représentants politiques participent à ce mouvement international,, notamment à Melle, Vanzay, Mauzé-sur-le-Mignon et Sainte-Soline du 24 au 26 mars 2023, réunissant au total plus de 25 000 personnes.
Le 23 mars 2023, la manifestation est interdite par la préfecture des Deux-Sèvres. Elle se déroule malgré tout, donnant lieu à de violents affrontements, et faisant plusieurs blessés graves. La stratégie de maintien de l'ordre est condamnée par le rapporteur spécial des Nations unies sur les défenseurs de l’environnement, qui estime que « la réponse de l’État lui a paru largement disproportionnée ». Les différentes estimations font état d'entre 6 000 et 30 000 manifestants présents sur place, faisant face à 3 200 gendarmes en position de défense autour du site de construction.
Le tribunal administratif de Poitiers rejette le recours en justice contre la construction de la retenue le 11 avril 2023. Ce rejet est invalidé par la cour administrative d'appel de Bordeaux le 18 décembre 2024 pour motif d'atteinte à une espèce protégée, l'outarde canepetière, sans avoir obtenu les dérogations nécessaires, mais l'argument des parties requérantes concernant le partage équitable de l'eau n'est pas retenu par la cour. La bassine ayant déjà été mise en service, la cour autorise les prélèvements de l'eau qui y était déjà stockée au moment de la décision mais interdit de la remplir d'eau supplémentaire ou d'y effectuer des travaux. En l'absence de décision contraire du conseil d'État, les exploitants de la bassine devront obtenir une dérogation espèces protégées pour pouvoir l'exploiter sur le long terme, sous condition de pouvoir justifier d'une raison impérative d'intérêt public majeur.

## Politique et administration

### Liste des maires
| Période    | Période  | Identité          | Étiquette | Qualité |
| ---------- | -------- | ----------------- | --------- | ------- |
| avant 1981 | ?        | Gérard Villeneuve | DVG       |         |
| mars 2008  | 2014     | Dany Michelet     |           |         |
| 2014       | En cours | Julien Chassin    |           |         |

### Politique environnementale
Dans son palmarès 2024, le Conseil national de villes et villages fleuris de France a attribué une fleur à la commune.

## Démographie
À partir du XXIe siècle, les recensements réels des communes de moins de 10 000 habitants ont lieu tous les cinq ans. Pour Sainte-Soline, cela correspond à 2005, 2010, 2015, etc. Les autres dates de « recensements » (2006, 2009, etc.) sont des estimations légales.
| 1793 | 1800 | 1806 | 1821 | 1831  | 1836  | 1841  | 1846  | 1851  |
| ---- | ---- | ---- | ---- | ----- | ----- | ----- | ----- | ----- |
| 627  | 592  | 611  | 783  | 1 149 | 1 160 | 1 209 | 1 227 | 1 219 |

| 1856  | 1861  | 1866  | 1872  | 1876  | 1881  | 1886  | 1891  | 1896  |
| ----- | ----- | ----- | ----- | ----- | ----- | ----- | ----- | ----- |
| 1 210 | 1 158 | 1 137 | 1 049 | 1 022 | 1 038 | 1 030 | 1 026 | 1 014 |

| 1901 | 1906 | 1911 | 1921 | 1926 | 1931 | 1936 | 1946 | 1954 |
| ---- | ---- | ---- | ---- | ---- | ---- | ---- | ---- | ---- |
| 959  | 932  | 889  | 819  | 836  | 753  | 775  | 728  | 684  |

| 1962 | 1968 | 1975 | 1982 | 1990 | 1999 | 2005 | 2006 | 2010 |
| ---- | ---- | ---- | ---- | ---- | ---- | ---- | ---- | ---- |
| 602  | 544  | 445  | 414  | 376  | 367  | 398  | 399  | 348  |

| 2015 | 2020 | 2022 | - | - | - | - | - | - |
| ---- | ---- | ---- | - | - | - | - | - | - |
| 359  | 350  | 345  | - | - | - | - | - | - |

## Lieux et monuments

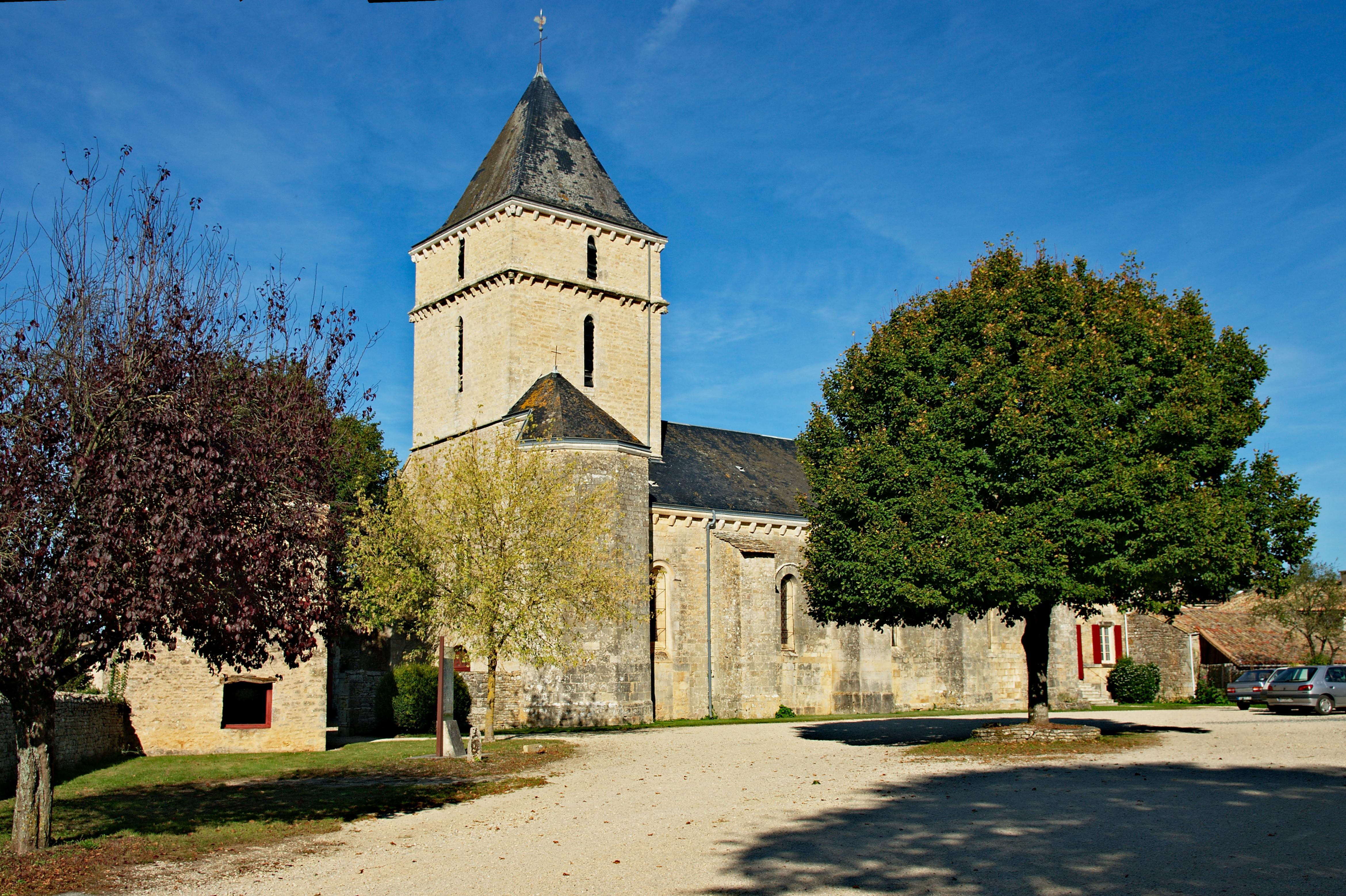
L'église Sainte-Soline.

- L'église Sainte-Soline de Sainte-Soline, classée monument historique depuis le 5 novembre 1907[49].
- La chapelle Notre-Dame, inscrite à l'inventaire des monuments historiques[50].
- Le tumulus du Montioux[51], classé au titre des monuments historiques en 1986[52].

## Personnalités liées à la commune
- En 1934, la femme de lettres Nelly Fouillet (Melleran 1891 - Paris 1967) prend pour pseudonyme Claire Sainte-Soline.
- L'actrice Anémone y possédait une maison[53].